# Helge Riisøen
Œuvres principales
Operasjon
Helge Riisøen, né le 25 novembre 1951 en Norvège et mort le 7 mai 2019, est un écrivain et un neurologue norvégien, auteur de roman policier.

## Biographie
En 1976, il publie son premier roman, Djevletrillen. En 1979, il fait paraître Operasjon avec lequel il remporte le prix Riverton 1979. Ses trois derniers romans se situent dans le milieu hospitalier.

## Œuvre
- Djevletrillen (1976)
- Taushetsplikt (1977)
- Operasjon (1979)
- Hvit løgn (1980)

## Prix et distinctions

### Prix
- Prix Riverton 1979 pour Operasjon[2]